# Ripoll
|  | Per a altres significats, vegeu «Ripoll (desambiguació)». |

La comtal vila de Ripoll és la capital de la comarca del Ripollès, i forma part de la regió de l'Alt Ter, situat al centre-nord de la regió. Es considera el bressol de Catalunya i és el cap del partit judicial de Ripoll a la província de Girona, Catalunya. Ripoll té interès turístic pel Monestir de Santa Maria de Ripoll, la Farga Palau, el Museu Etnogràfic de Ripoll (antic Museu Folklòric Parroquial);
i l'Scriptorium de Ripoll.

## Geografia
- Llista de topònims de Ripoll (Orografia: muntanyes, serres, collades, indrets..; hidrografia: rius, fonts...; edificis: cases, masies, esglésies, etc).

El municipi ocupa les ribes de l'aiguabarreig del rius Ter i Freser. El terme és molt muntanyós, amb altituds que arriben als 1.137 m a Puigbò, 1.106 m al puig del Catllar, 1.011 m al puig Duran o als 1.057 m del turó de Sant Bartomeu.

## Etimologia
El seu topònim llatí Rivipollensis ja apareix, de forma adjectival, testimoniat en textos del segle x. Sobre l'origen del nom de la població s'apunten diverses hipòtesis: una, que faria derivar aquest terme de la combinació del substantiu rivus (en llatí, 'rierol') i de l'adjectiu pollens ('fort', 'poderós', 'puixant'); i una altra, que apunta que el terme llatí Rivipollensis significaria 'riu de pollancres', amb la qual cosa derivaria d'un llatí Rivus populorum.

## Història

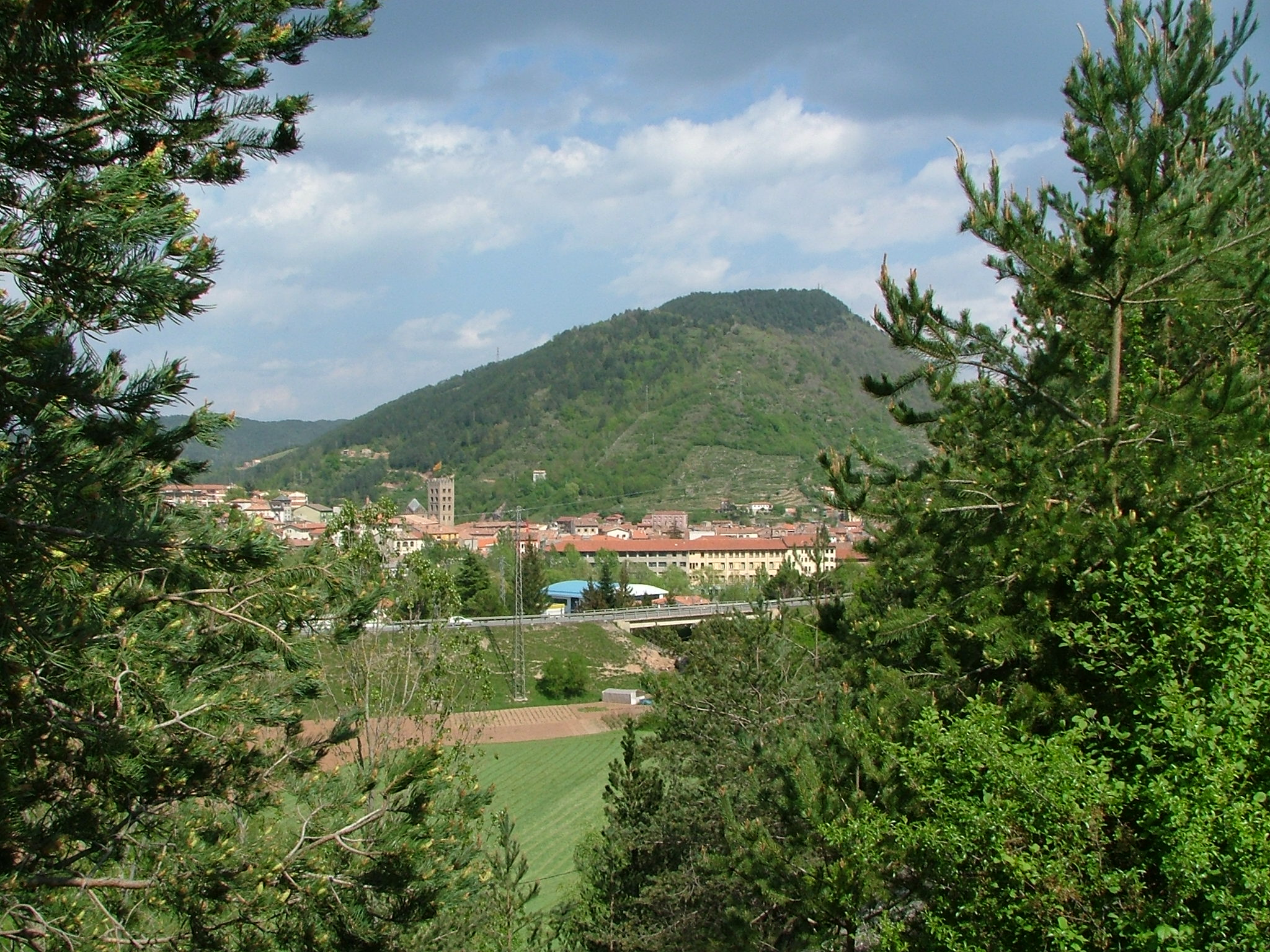
Vista de Ripoll

Els primers testimonis de presència humana a Ripoll daten de l'edat del bronze (1500- 600 aC). Un petit nucli humà de població vivia a prop dels rius Ter i Freser i a les muntanyes que donen personalitat a aquest indret, com ho evidencia algun dolmen com el de Sot de Dones Mortes o de Pardinella.

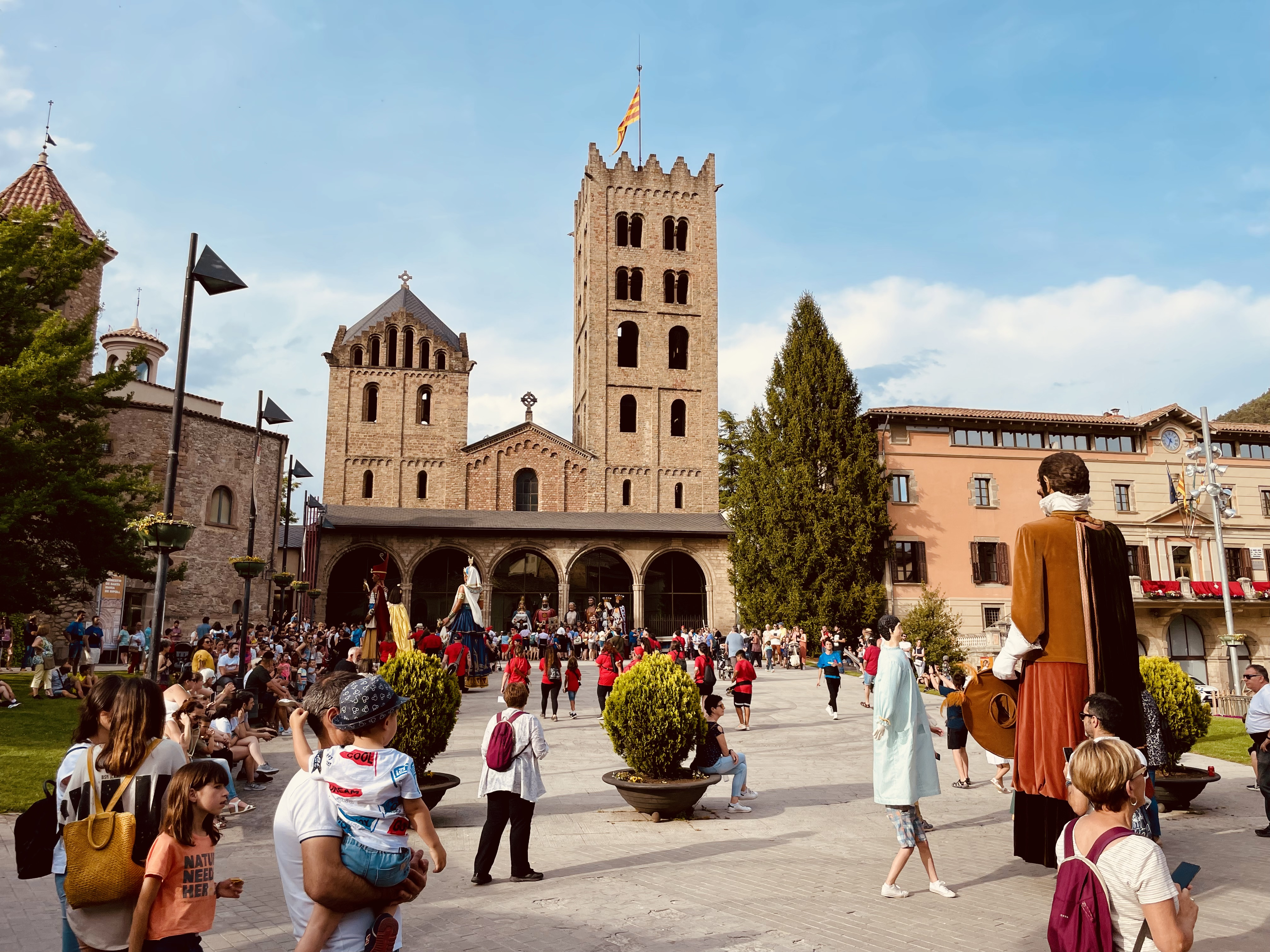
Trobada de gegants al Monestir de Santa Maria de Ripoll.

La zona fou utilitzada com a zona de pas entre la depressió central catalana i l'altra part dels Pirineus des de temps històrics. Una mostra d'aquesta utilització n'és el Dipòsit d'armes de bronze de Ripoll, provinent de la cultura atlàntica. Hi ha indicis d'ocupació durant l'etapa tardoromana o visigòtica, unes tombes trobades sota el creuer del monestir són testimoni d'aquest nucli poblacional.

### Segles IX i X
Amb la reconquesta del territori entre la Cerdanya i el Barcelonès feta pel comte Guifré el Pelós (840-897) es va començar la repoblació de la zona a partir de l'any 879, utilitzant com a element d'atracció dos cenobis: Santa Maria de Ripoll i monestir de Sant Joan de les Abadesses (887).
A partir d'aquell moment el monestir va ser objecte de diverses obres destinades a millorar la seva capacitat; entre les quals destaquen la del 888 (consagració d'una nova església i donació del fill de Guifré, Rudolf, com a monjo), i les de 935, 970 i la del 1032, any en què el cap de la comunitat monàstica era l'abat Oliba. Especialment important és l'obra realitzada sota l'abat d'Arnulf (abadiat 948-970), qui va començar una nova església de cinc naus, un claustre i que va construir una muralla que tancava el monestir i un canal que agafava aigua del riu Freser i la portava fins a Ripoll. Aquestes obres estaven estretament lligades a un augment del poder polític, econòmic i jurisdiccional del cenobi sobre el territori català. A redós d'aquest monestir va començar-se a formar una comunitat de servents que configuraren progressivament un poble en la intersecció dels dos rius.

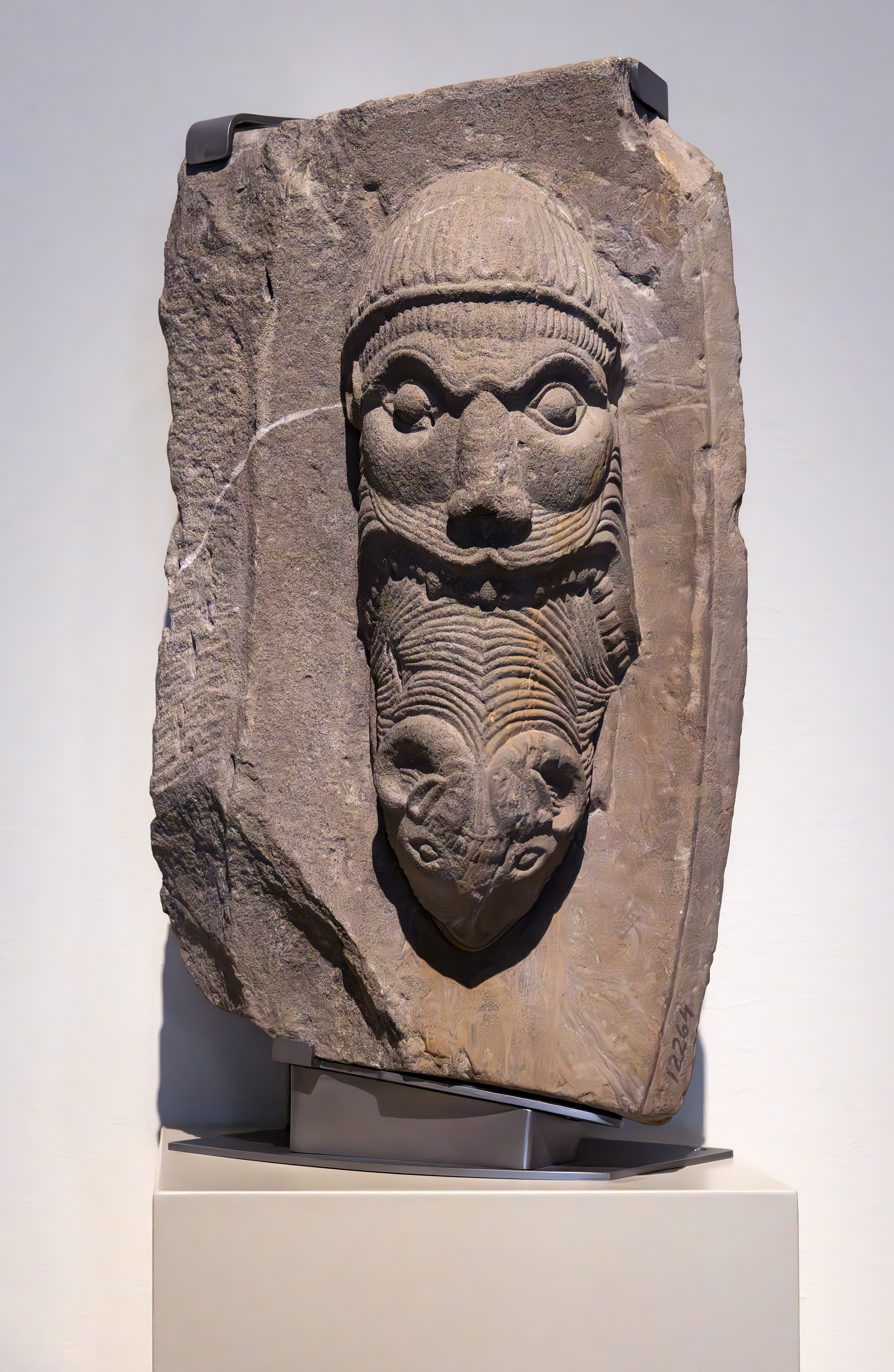
Dovella de Ripoll MNAC

### Segle XIV

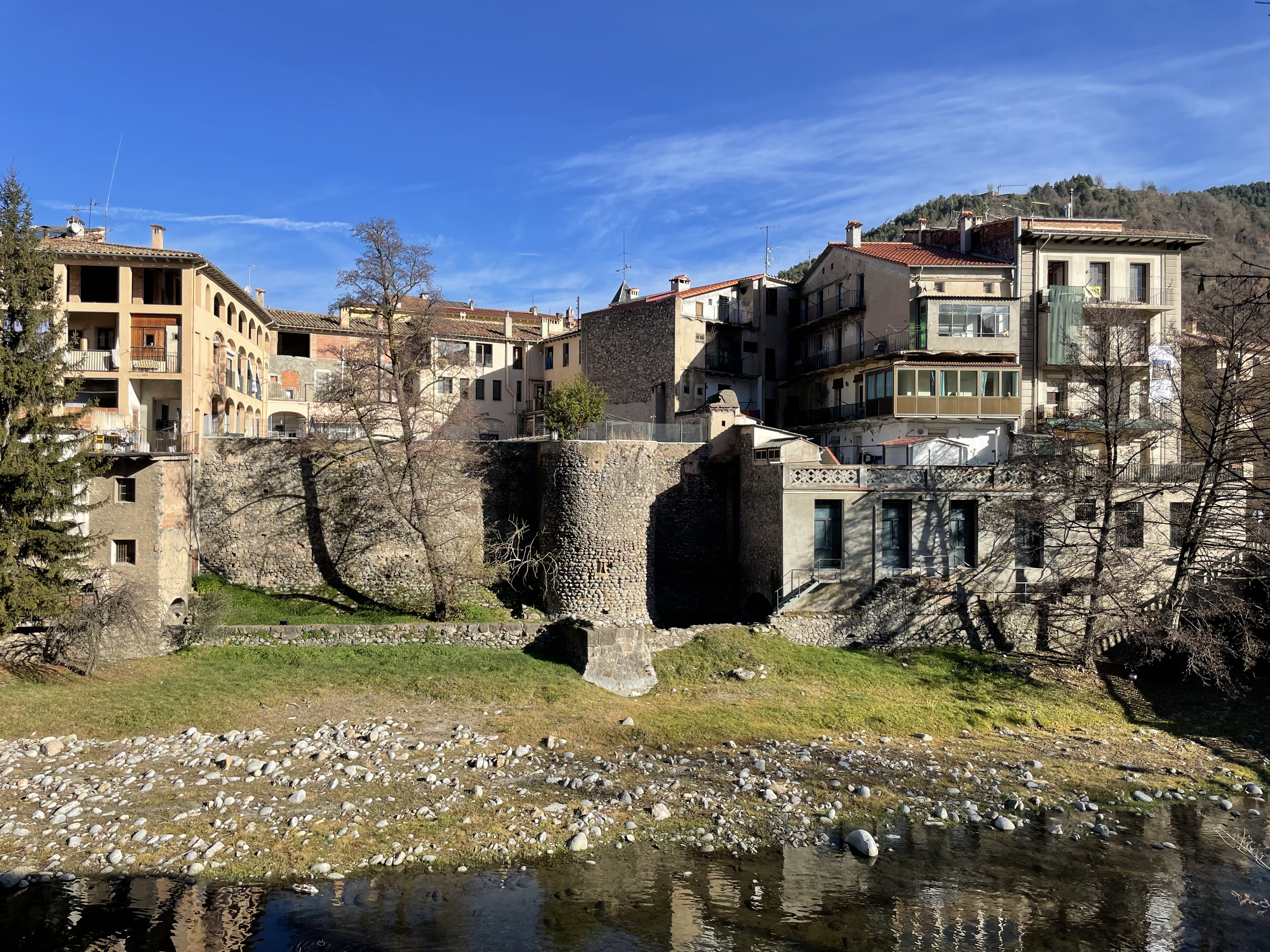
Restes de la murada de Ripoll vistes des del Raval de la carretera de Barcelona.

Ja al segle xiv es va dur a terme l'aixecament d'una muralla per garantir la seguretat de la població. Ben aviat també s'instaurà la celebració d'un mercat. El canal va esdevenir el motor econòmic de la població, que es dedicava a treballar el ferro, el teixit, la fusta…
Aquesta època es veié estroncada momentàniament pel terratrèmol de Catalunya de 1428, que causà greus desperfectes a l'església i a altres dependències del monestir i del poble.
La reconstrucció que s'hi va fer al llarg del segle xv suposà l'adopció de l'estil gòtic a l'hora d'aixecar arcs i voltes, però no es modificà l'estructura de l'església olibana. Tot i aquest contratemps, continuà el creixement del nucli urbà, que començà a fer-ho fora muralles, i es crearen dos ravals o barris. Fou precisament el raval que quedà a l'altra banda del riu Ter l'indret escollit per l'abat Climent Mai per fundar, el 1573, un hospital destinat a guarir els ripollesos.
Tot i aquesta deferència, el cert és que durant l'edat moderna sovintejaren els enfrontaments entre el monestir i els vilatans, perquè aquests darrers volien deslliurar-se del vincle que els unia a l'abat, cosa que no arribà a materialitzar-se, però desgastava el poder abacial.

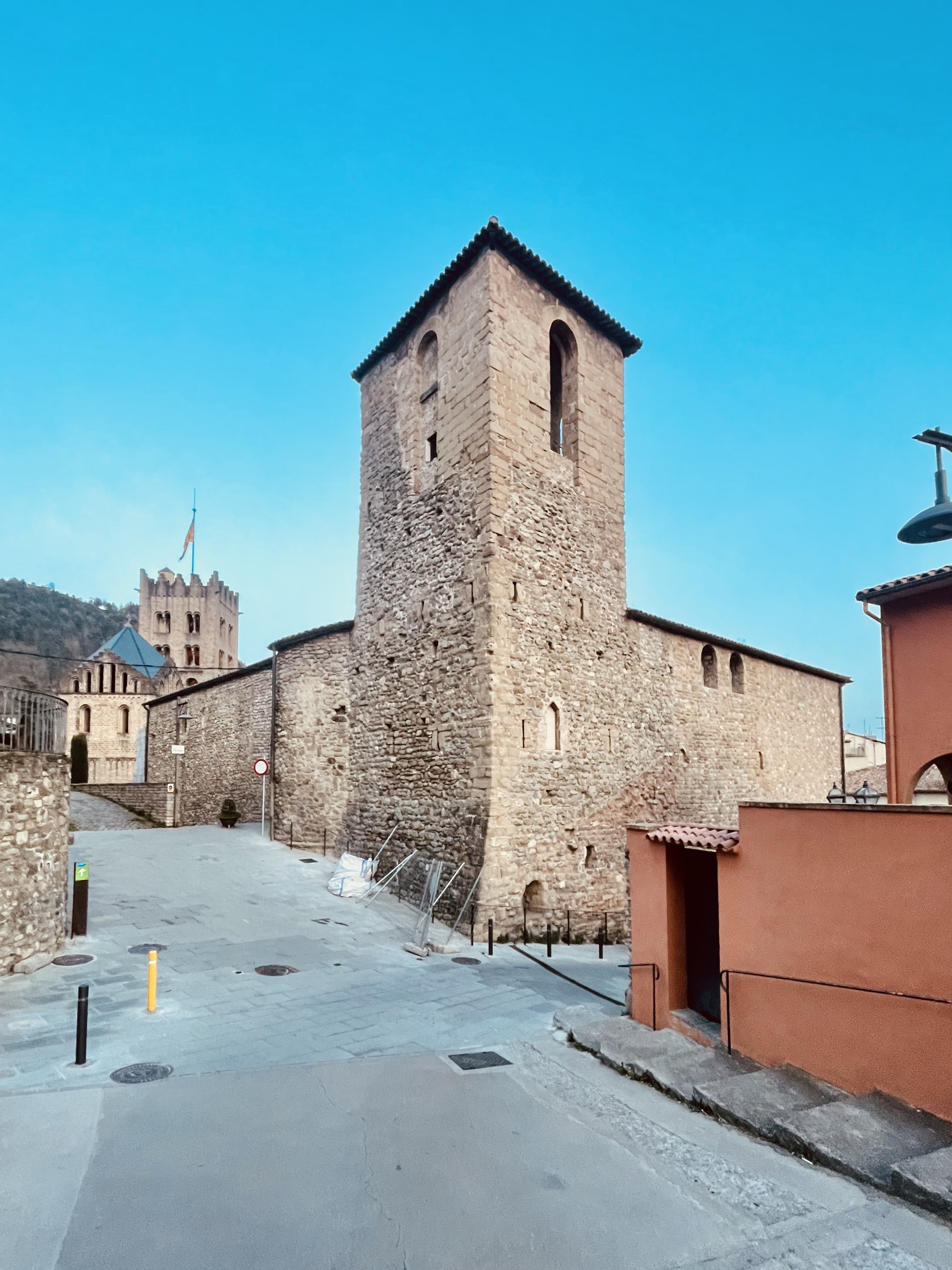
Torre posterior de l'Església de Sant Pere de Ripoll.

Aquesta situació s'agreujà amb la implicació en conflictes bèl·lics (Guerra dels Segadors, presència continuada de l'exèrcit francès a Ripoll i Guerra de Successió).
Durant els segles XVI-XVIII la societat ripollesa va viure un moment econòmic excel·lent gràcies als oficis vinculats al treball del ferro: fargaires, clavetaires -que feien claus-, serrallers, ferrers… De tots els productes que es fabricaven els més importants van ser les armes de foc, procés en el qual intervenien tres oficis: encepadors, canoners i panyetaires. La fabricació d'armes feu de Ripoll un dels principals centres productors de l'Estat i un dels millors d'Europa. Però no tota la població es dedicà al ferro; així, hi havia gent dedicada al tèxtil, a la fabricació de xocolata, o farina, entre altres oficis.

### Seglexix
Aquest panorama es va mantenir fins a principis del segle xix.
Durant la Guerra del Francès (1808-1814) els francesos freqüentaren Ripoll i van malmetre la muralla; a més, els ripollesos, el 1812, aconseguiren independitzar-se del poder de l'abat, al qual estaven subjectes des del s.IX.
El cop definitiu que posà fi a la supremacia del monestir i al període d'esplendor econòmica es produí en el marc de la Primera Guerra Carlina (1833-1840).

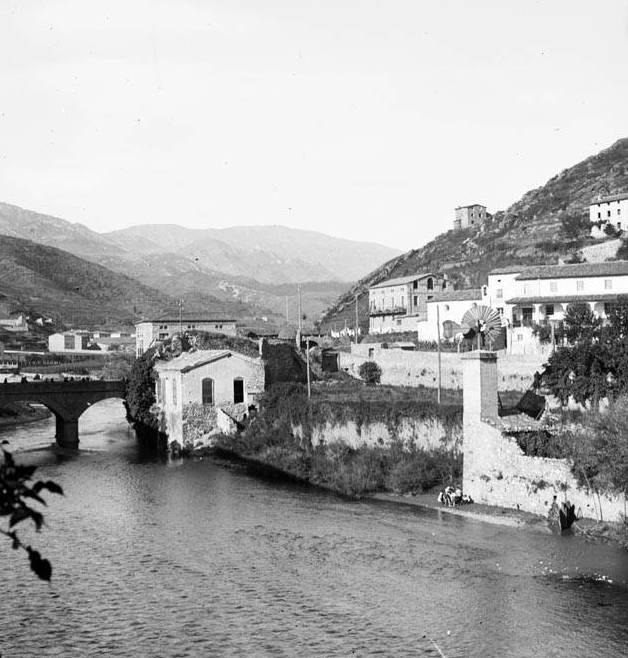
Ripoll, des del riu, en una imatge de 1898

La desamortització propugnada pel ministre Mendizábal suposà que els béns monàstics passessin a mans de l'Estat, que l'abat i els monjos abandonessin el monestir i marxessin de Ripoll, i que el recinte monàstic fos saquejat i incendiat. Això passava l'any 1835, però per als ripollesos el moment més dolent no arribà fins al maig de 1839, quan el comandant carlí Charles d'Espagnac atacà la població. Després de durs combats, el 27 de maig els carlins ocuparen la població i, no prou satisfets amb la victòria, incendiaren i aterraren cases, ponts i altres construccions. A Ripoll hi havia uns 3.200 habitants abans de 1839; en acabar la guerra només eren un miler. Finalitzat el conflicte, alguns dels habitants tornaren i van emprendre la tasca de reconstrucció de les seves cases amb material (pedres i fustes) que en alguns casos anaren a buscar als edificis abandonats que integraven el monestir. Alhora, l'Estat procedí a la venda per subhasta de dependències monàstiques entre els anys 1844 - 1850. La guerra, a més d'aquests canvis, en l'aspecte econòmic va fer de frontera entre un passat metal·lúrgic i un futur que vindria marcat pel predomini del sector tèxtil.

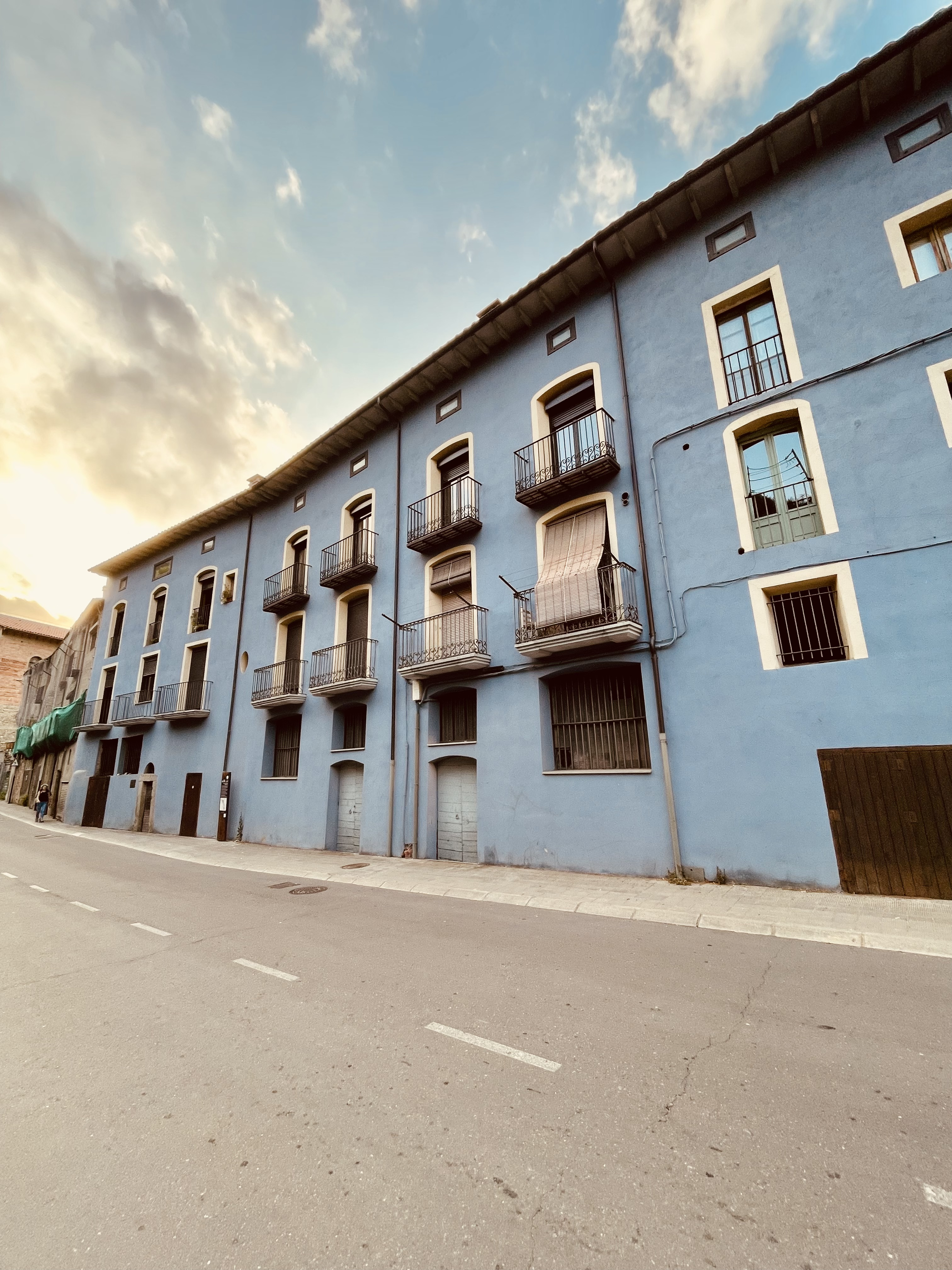
La Farga Palau de Ripoll.

L'aprofitament de les aigües dels rius Ter i Freser, a la segona meitat del segle xix, comportà l'establiment de nombroses fàbriques gràcies a l'empenta d'industrials forans (com els Barrera), els quals, a més, es van beneficiar de les millores urbanístiques que experimentà la vila en aquell període: instal·lació de la xarxa d'aigua potable (1882), d'enllumenat elèctric (1892), i l'arribada del ferrocarril (1880), fruit de la necessitat de transportar a Barcelona el carbó que s'extreia de les mines d'Ogassa i de Surroca, juntament amb el projecte de fer arribar la línia fins a Puigcerdà i França. Aquests canvis suposaren un augment de població, que passà a viure a la perifèria, en especial a les zones pròximes a la via fèrria i a les carreteres que conduïen a altres poblacions.
És en aquest moment de creixement econòmic que s'ha de situar la restauració de l'església del monestir de Santa Maria, gràcies a l'interès del bisbe de Vic, Dr. Josep Morgades, i de famílies ripolleses compromeses amb la cultura. Si bé durant la segona meitat de segle xix se succeïren diverses obres, el 1886 s'inicià la reconstrucció pròpiament dita, que no finalitzà fins al 1893.

### Segle XX

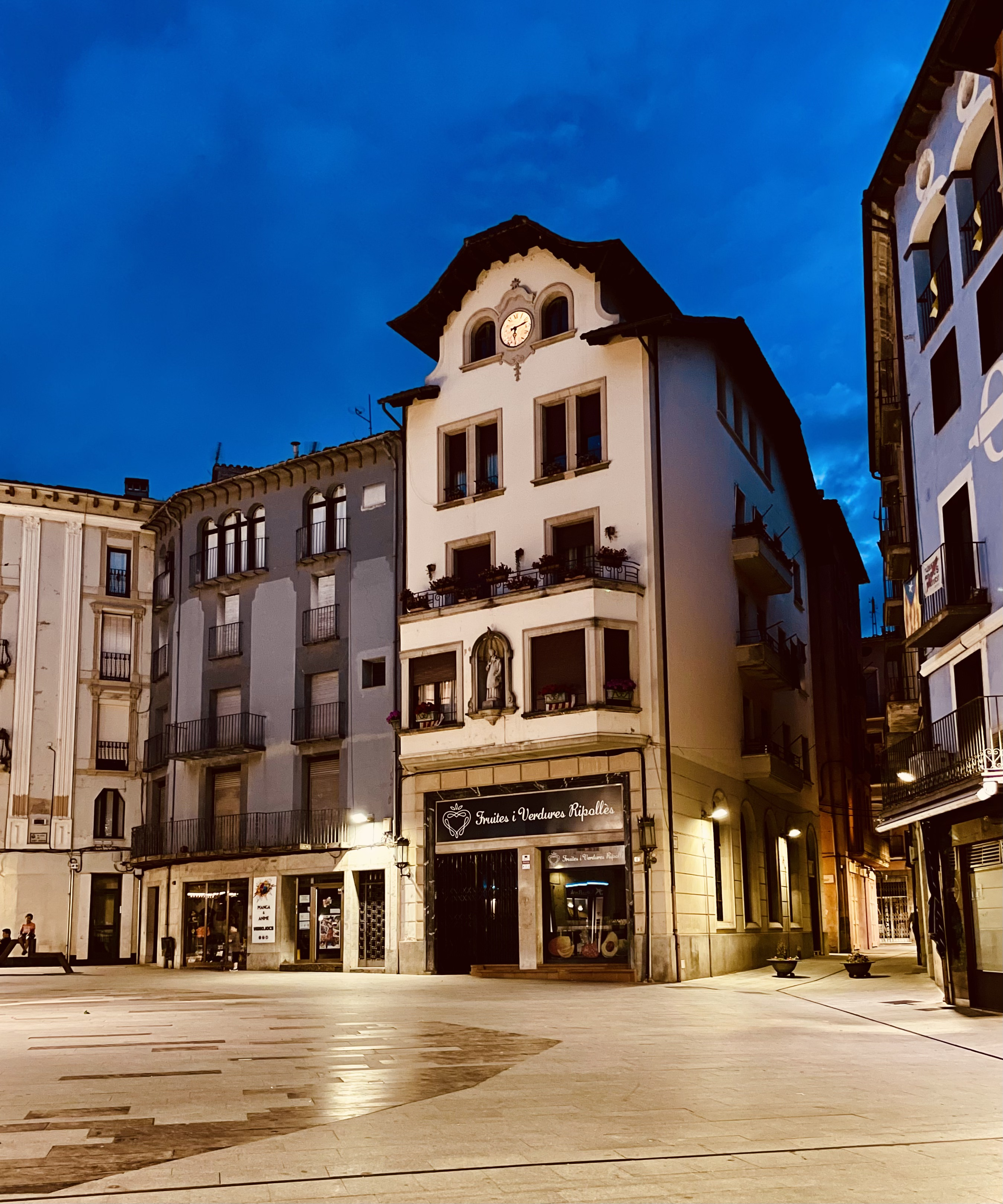
Edifici Banc Central de Ripoll.

La vila de Ripoll, fins a l'esclat de la Guerra Civil (1936), experimentà un cert dinamisme, ja que hi va haver millores en diversos àmbits de la societat; en l'aspecte arquitectònic destacà la construcció d'edificis d'estil modernista, alguns obra de Joan Rubió, col·laborador d'Antoni Gaudí. La connexió fèrria entre Ripoll i França s'establí per mitjà del ferrocarril transpirinenc inaugurat el 1929. En l'àmbit cultural també es viuen moments de bonança, amb la presència de nombroses associacions, orquestres, grups de teatre, societats corals, publicació de periòdics, creació de l'Arxiu-Museu de sant Pere (1929)… Aquesta prosperitat es veié estroncada amb la guerra i les seves conseqüències: la desaparició de qualsevol manifestació de catalanitat i la imposició d'un nou tipus de règim polític.
Passats els difícils anys de la postguerra, Ripoll tornà a gaudir d'una època de progrés i expansió. En l'àmbit industrial es recuperà el sector tèxtil i va créixer de manera destacada el metal·lúrgic.
Aquest període de benestar anà molt lligat a un espectacular augment demogràfic, provocat principalment pels fluxos migratoris que portaren a Ripoll persones d'arreu de l'Estat. Si el 1950 hi havia 7.451 habitants, al cap de vint anys ja s'havia assolit la xifra de 10.000.
Per fer front a aquesta arribada de persones, es construïren habitatges a la perifèria de la població, la qual cosa provocà un creixement urbà fora del nucli antic. Des de la mateixa fi de la dictadura, l'any 1975, la vila experimentà de manera continuada un seguit de canvis encaminats a dotar-la dels equipaments necessaris per afrontar amb garanties el segle XXI.

## Ripoll i la indústria armera

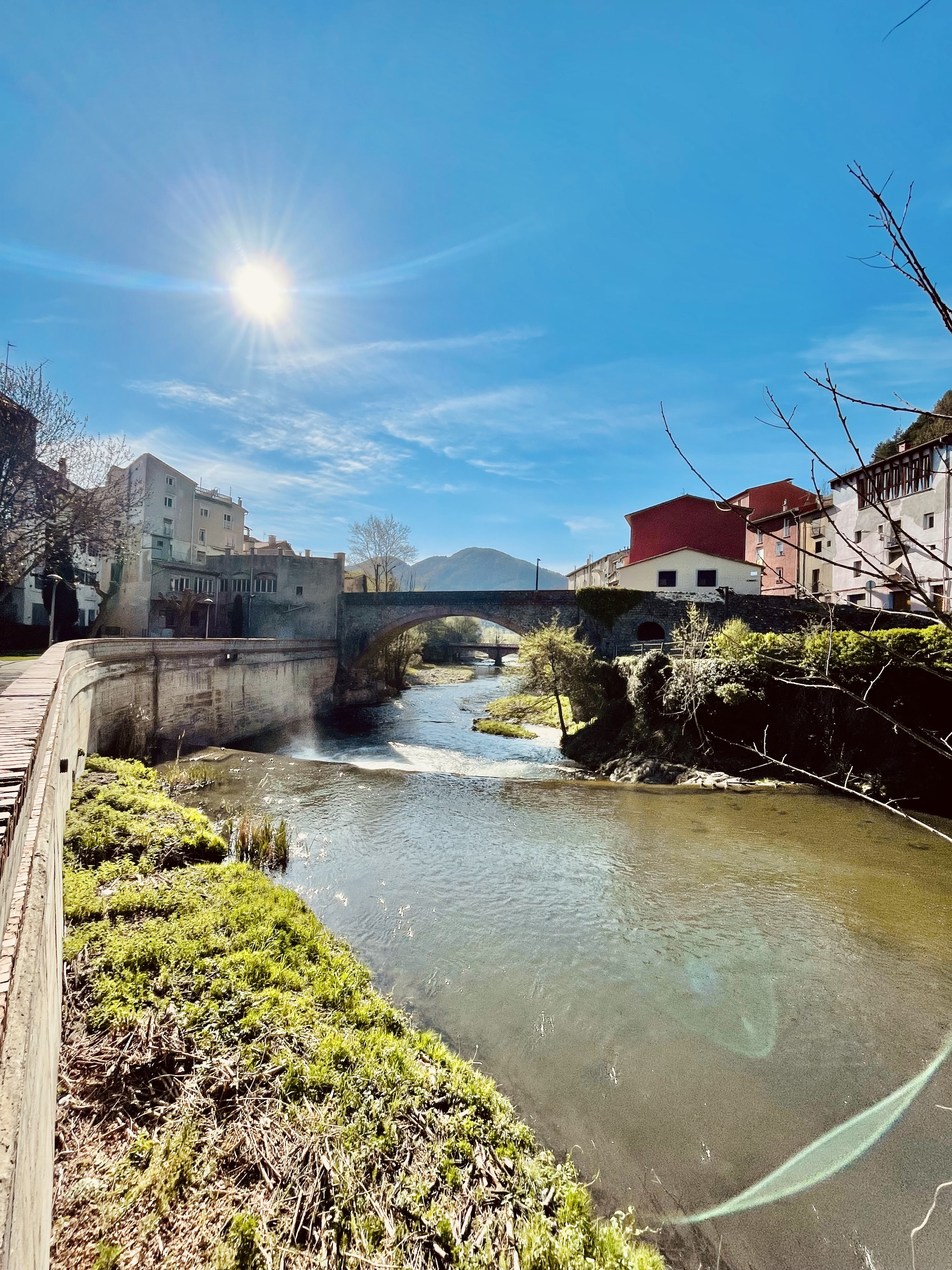
Pont del Raval des del passeig de la Farga Catalana.

Ripoll fou una vila destacada en la manufactura del ferro i de les armes de foc. Ja al segle xvi es fabricaven a Ripoll armes amb pany de roda, de gran qualitat. Al segle xvi hi ha documentada a Ripoll una important indústria armera centrada en la producció de pedrenyals, armes curtes amb panys de roda o percussió. A principis del segle xvii l'expansió de fargues en l'entorn pirinenc va accelerar la producció ripollesa. El mener ripollès era suficient per alimentar la incipient indústria del moment. Els canons de les armes fabricades a Ripoll eren especialment valorats ja des de finals del s. XVI, per l'acer de gran qualitat i per la seva manera de fabricar, que els feia molt més resistents i difícils de rebentar. A la vila es fabricà especialment, el Pany de miquelet, que va suposar una autèntica evolució tècnica en l'automatització del tret. Hi ha documentats prototipus de panys de pedra foguera, a la miquelet, a finals del segle xvi pel pedrenyaler Pere Deop.
En les més importants armeries d'Europa de l'època era preceptiu comptar amb pistoles o armes fabricades a Ripoll, dotades amb pany a la catalana o pany miquelet.

## Demografia
| 1497 f | 1515 f | 1553 f | 1717  | 1787  | 1857  | 1877  | 1887  | 1900  | 1910  |
| ------ | ------ | ------ | ----- | ----- | ----- | ----- | ----- | ----- | ----- |
| 163    | 207    | 270    | 1.346 | 4.780 | 3.611 | 3.694 | 4.549 | 5.887 | 6.150 |

| 1920  | 1930  | 1940  | 1950  | 1960   | 1970   | 1981   | 1990   | 1992   | 1994   |
| ----- | ----- | ----- | ----- | ------ | ------ | ------ | ------ | ------ | ------ |
| 7.476 | 8.560 | 8.163 | 8.566 | 10.254 | 11.198 | 12.055 | 11.577 | 11.374 | 11.374 |

| 1996   | 1998   | 2000   | 2002   | 2004   | 2006   | 2008   | 2010   | 2012   | 2014   |
| ------ | ------ | ------ | ------ | ------ | ------ | ------ | ------ | ------ | ------ |
| 10.908 | 10.953 | 10.733 | 10.842 | 10.717 | 10.832 | 11.012 | 10.991 | 10.904 | 10.751 |

| 2016   | 2018   | 2020   | 2022   | 2024   | 2026 | 2028 | 2030 | 2032 | 2034 |
| ------ | ------ | ------ | ------ | ------ | ---- | ---- | ---- | ---- | ---- |
| 10.583 | 10.632 | 10.803 | 10.641 | 10.692 | -    | -    | -    | -    | -    |

El 1787 incorpora Sant Vicenç de Puigmal; el 1857, Llaés; i el 1975, la Parròquia de Ripoll.
| Entitat de població       | Habitants (2024) |
| Ripoll                    | 9.405            |
| els Brucs                 | 919              |
| Ordina                    | 134              |
| Rocafiguera               | 80               |
| Sant Roc                  | 71               |
| Sant Bartomeu             | 49               |
| el Remei                  | 30               |
| la Colònia de Santa Maria | 27               |
| Rama                      | 16               |
| Sant Bernabé de les Tenes | 16               |
| Llaés                     | 16               |
| Sant Antoni               | 10               |
| Font: Idescat             |                  |

## Política
| Candidatura | Candidatura                                         | Cap de llista           | Vots  | Regidors | % vots |
| ----------- | --------------------------------------------------- | ----------------------- | ----- | -------- | ------ |
|             | Aliança Catalana                                    | Sílvia Orriols Serra    | 1.401 | 6        | 30,76% |
|             | Junts per Catalunya                                 | Manoli Vega Segura      | 760   | 3        | 16,68% |
|             | Esquerra Republicana de Catalunya - Acord Municipal | Chantal Pérez Capdevila | 734   | 3        | 16,11% |
|             | Partit dels Socialistes de Catalunya                | Enric Pérez Casas       | 619   | 2        | 13,59% |
|             | Candidatura d'Unitat Popular                        | Daniel Vilaseca Lazaro  | 563   | 2        | 12,36% |
|             | Independents del Ripollès                           | Joaquim Colomer Cullell | 380   | 1        | 8,34%  |
| Total       | Total                                               | 4.622                   | 4.622 | 17       | 59,41% |

### Administració
| Període     | Alcalde o alcaldessa                   | Partit polític | Data de possessió | Observacions |
| ----------- | -------------------------------------- | -------------- | ----------------- | ------------ |
| 1979–1983   | Pere Piella Vilaregut                  | PSC            | 19/04/1979        | --           |
| 1983–1987   | Pere Piella Vilaregut                  | PSC            | 28/05/1983        | --           |
| 1987–1991   | Pere Piella Vilaregut                  | PSC            | 30/06/1987        | --           |
| 1991–1995   | Pere Piella Vilaregut Jaume Camps Bové | PSC            | 15/06/1991        | --           |
| 1995–1999   | Eudald Casadesus Barceló               | CIU            | 17/06/1995        | --           |
| 1999–2003   | Eudald Casadesus Barceló               | CIU            | 03/07/1999        | --           |
| 2003–2007   | Teresa Jordà i Roura                   | ERC            | 14/06/2003        | --           |
| 2007–2011   | Teresa Jordà i Roura                   | ERC            | 16/06/2007        | --           |
| 2011–2015   | Jordi Munell i Garcia                  | CIU            | 11/06/2011        | --           |
| 2015–2019   | Jordi Munell i Garcia                  | CIU            | 13/06/2015        | --           |
| 2019-2023   | Jordi Munell i Garcia                  | Junts          | 15/06/2019        | --           |
| Des de 2023 | Sílvia Orriols i Serra                 | AC             | 17/06/2023        | --           |

## Tradicions i entitats
Ripoll és poble de festes i fires. Això ho demostra que any rere any, la participació és més alta en esdeveniments d'aquest tipus. Algunes de les festes del poble són:

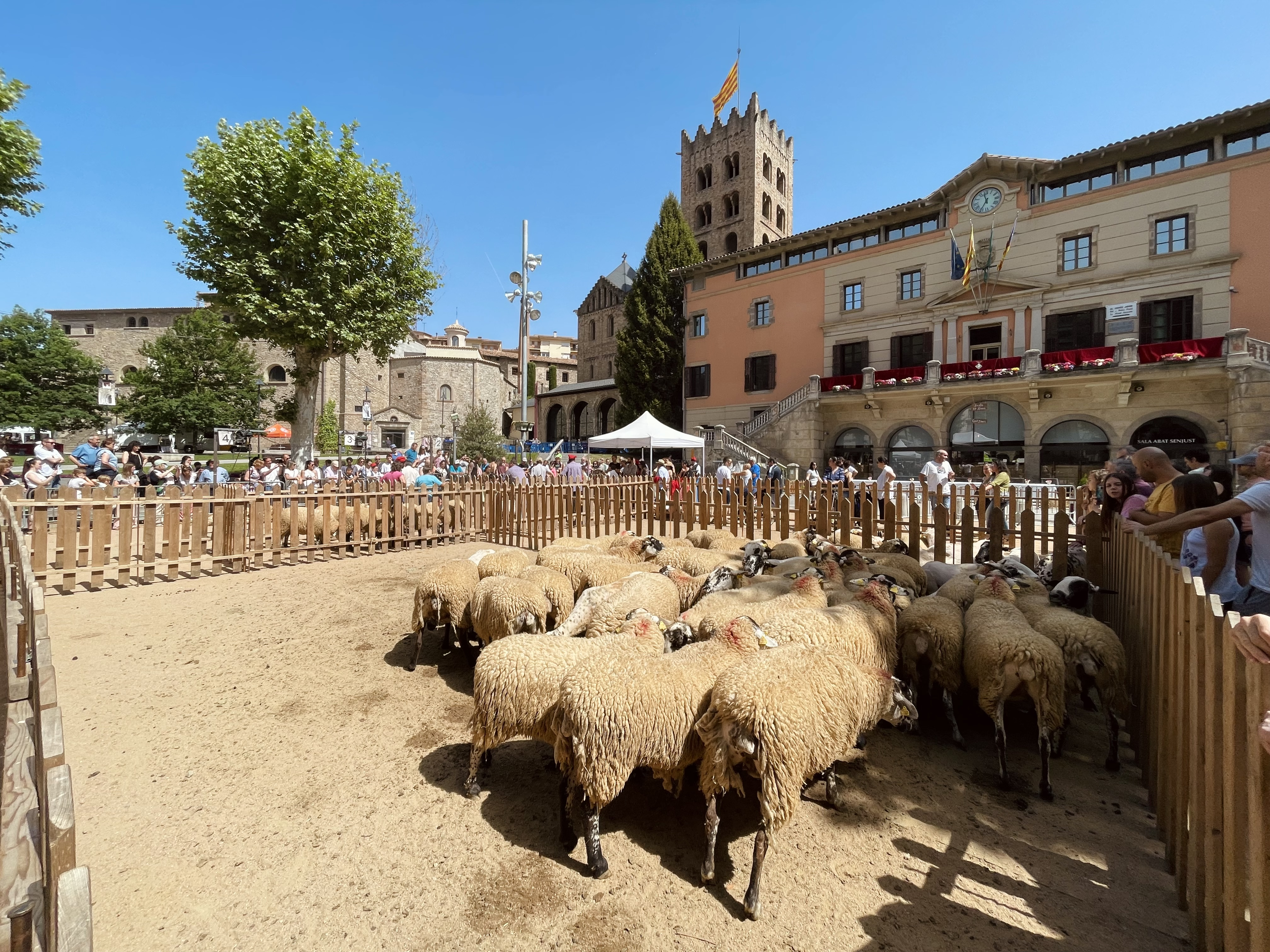
Festa Nacional de la Llana i Casament a Pagès.

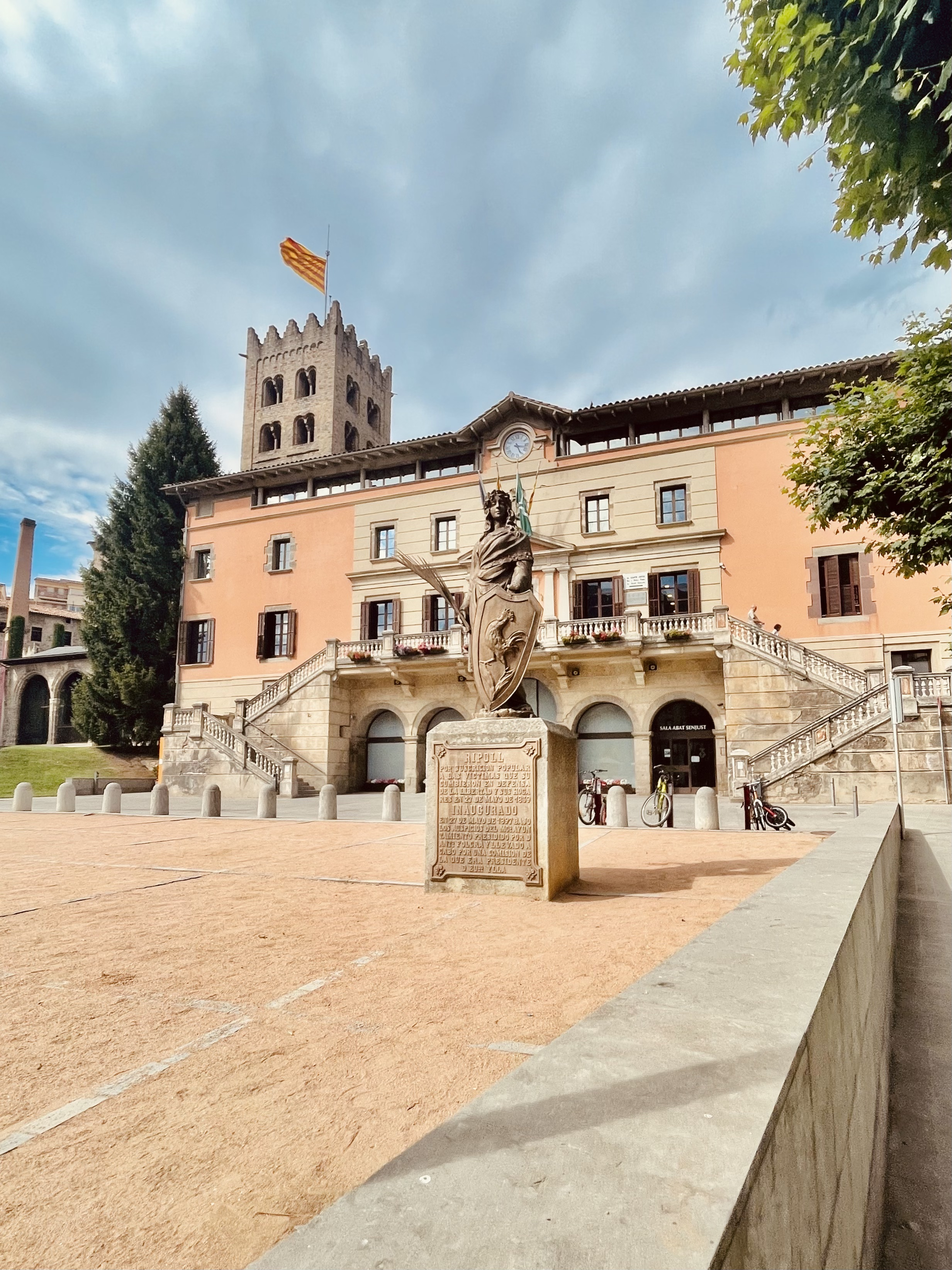
Casa de la Vila de Ripoll i estàtua del 27 de Maig.

- Festa Nacional de la Llana i Casament a Pagès
- Fira de les Quaranta Hores
- Ripiganga
- Elecció de la Pubilla de Ripoll i l'Hereu de Ripoll: La Pubilla de Ripoll és una noia d'entre 16 i 22 anys que, mitjançant la presentació voluntària, exerceix de representant de la vila de Ripoll durant un any.[7] Aquesta és escollida després de realitzar un examen escrit i un examen oral i ésser sotmesa després a votació popular. La figura de la Pubilla és acompanyada per l'Hereu de Ripoll, que exerceix la mateixa tasca que la Pubilla. L'any 2011 també aparegueren els càrrecs de Pubilleta de Ripoll i Hereuet de Ripoll.[8]
- Fira Teràlia
- Mercadal del comte Guifré
- Festa del 27 de Maig: On es commemora el Setge de Ripoll i posterior destrucció de la vila el 1839 durant la Primera Guerra Carlina.[9][10]
- Fira de Nadal
- Els Pedrenyalers i Trabucaires de Ripoll és una associació cultural de trabucaires fundada l'any 2011 a Ripoll.[11] La colla va debutar l'any 2013 en el marc de la 31a Trobada Nacional de Trabucaires de Catalunya[12][13][14] celebrada a la capital ripollesa. Des de l'any 2014 els Pedrenyalers i Trabucaires de Ripoll participen anualment a la Festa Nacional de la Llana i Casament a Pagès[15] i a la Festa del 27 de Maig.[16]

## Fills il·lustres
- Josep Maria Maideu i Auguet (1893-1971), prevere, organista, compositor de sardanes i mestre de capella.
- Manuel Galadies i de Mas (1807-1884) advocat, escriptor i historiador.